# ژوریس کارل هویسمانس
ژوریس کارل هویسمانس (به فرانسوی: Joris-Karl Huysmans) /ʒɔʁis-kaʁl ɥismɑ̃s/ نویسنده و منتقد هنری فرانسوی قرن نوزدهم، زادۀ 5 فوریه 1848 در پاریس و درگذشته 12 مه 1907 در همان شهر است.

## سرگذشت
هویسمانس در ۵ فوریه ۱۸۴۸ در پاریس، از مادری فرانسوی و پدری هلندی متولد شد.

## فعالیت ادبی

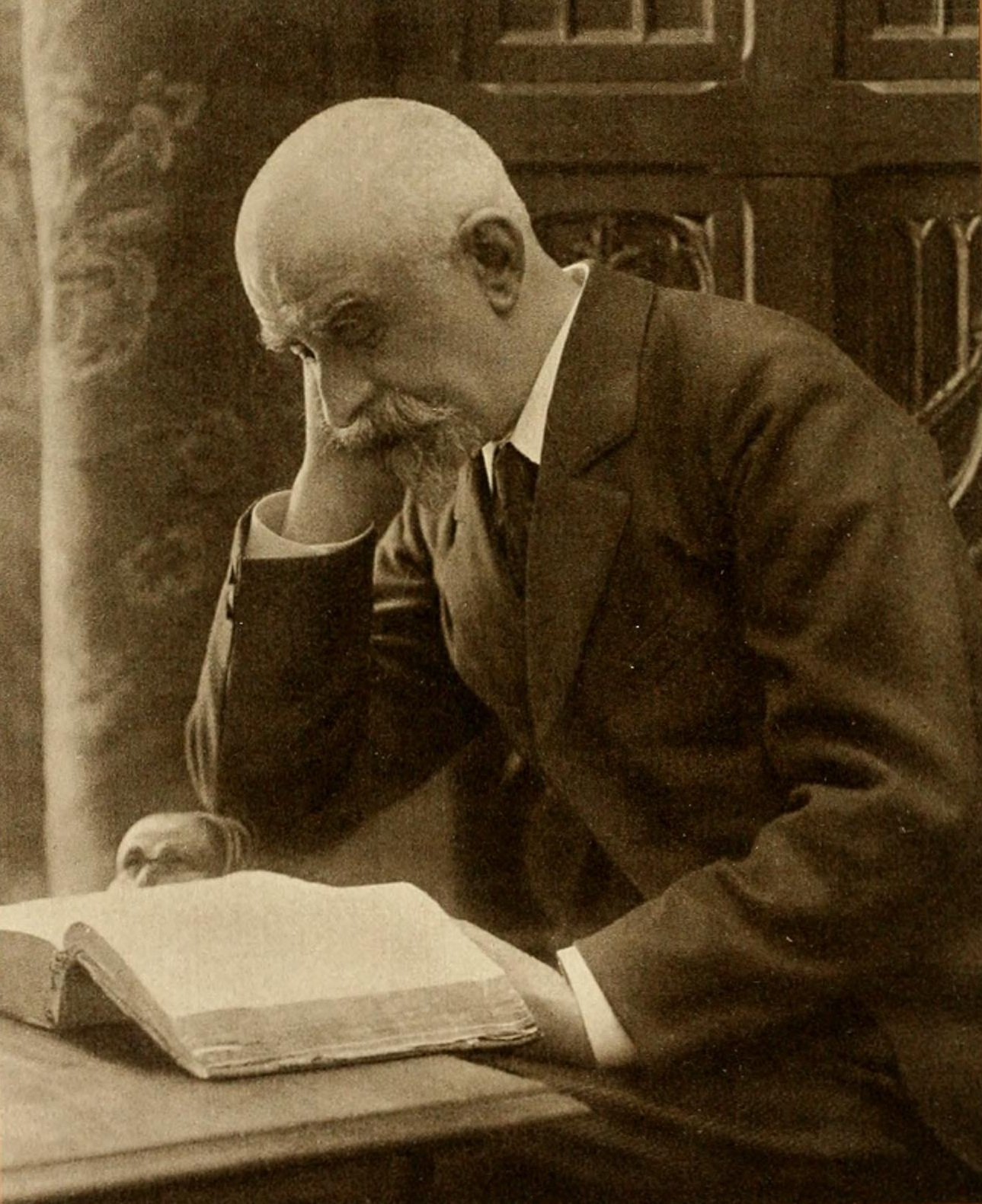
نویسنده‌ی فرانسوی ژوریس کارل هویسمانس

فعالیت‌های ادبی اش را به سه دوره متمایز و متفاوت می‌توان تقسیم کرد:
نخستین آثارش ناتورالیستی بودند؛ رمان‌های «مارت» (۱۸۷۶)، خواهران و اتار (۱۸۷۹)، زندگانی مشترک (۱۸۸۱) و داستان کوتاه «کوله پشت بر دوش» (۱۸۸۰) ماندگارترین نوشته‌هایی هستند که در چارچوب این مکتب پدیدآورد. در، ۱۸۸۴ با نگارش بیراه، که شاهکار هویسمانس و مهم‌ترین اثر منثور «مکتب انحطاط» قلمداد می‌شود، از ناتورالیسم رویگردان شد.
دیگر رمان‌های برجسته اش که در قلمرو «مکتب انحطاط» می‌گنجد عبارتند از دو راهی (۱۸۸۷)، در بندر (۱۸۸۷) و آن جا (۱۸۹۱). در ،۱۸۹۲ هویسمانس، در اثر دگرگونیی درونی، به مذهب کاتولیک گروید. این دگردیسی سرآغاز مرحله سوم خلاقیت ادبی اش بود و سه رمان شاخص و ارزنده به بار آورد: در جاده (۱۸۹۵)، کلیسای جامع (۱۸۹۸) و آخرین رمانش دیرنشین (۱۹۰۳)؛ این آثار مجموعه‌ای به هم پیوسته را تشکیل می‌دهند و قهرمانی واحد دارند.

## آثار هویسمانس
- Le drageoir aux épices (1874)
- Marthe (1876)
- Les Soeurs Vatard (1879)
- Sac au dos (1880)
- Croquis Parisiens (1880, 2nd ed. 1886)
- En ménage (1881)
- Pierrot sceptique (1881, written in collaboration with Léon Hennique)
- À vau-l'eau (1882)
- L'art moderne (1883)
- À rebours (1884)
- En rade (1887)
- Un Dilemme (1887)
- Certains (1889)
- La bièvre (1890)
- Là-bas (1891)
- En route (1895)
- La cathédrale (1898)
- La Bièvre et Saint-Séverin (1898)
- La magie en Poitou. Gilles de Rais. (1899) (see Gilles de Rais)
- La Bièvre; Les Gobelins; Saint-Séverin (1901)
- Sainte Lydwine de Schiedam (1901, France) (on Saint Lydwine de Schiedam) (Nihil Obstat and Imprimatur)
  - Saint Lydwine of Schiedam, translated from the French by Agnes Hastings (London, 1923, Kegan Paul)
- De Tout (1902)[۱][۲]
- Esquisse biographique sur Don Bosco (1902)
- L'Oblat (1903)
- Trois Primitifs (1905)
- Le Quartier Notre-Dame (1905)
- Les foules de Lourdes (1906)
- Trois Églises et trois Primitifs (1908)

## مرگ
در ۱۹۰۷ هویسمانس به علت بیماری سرطان زندگی را بدرود گفت. زندگی هنری او فقط در فرانسه پایان سده نوزدهم می‌توانست تحقق بیابد، اماانگاره حاکم بر آن از قید محدودیت‌های زمان آزاد است و به سنتی دیرین بر می‌گردد.